# Chambon-sur-Cisse

Chambon-sur-Cisse este o comună în departamentul Loir-et-Cher, Franța. În 1 ianuarie 2018 avea o populație de 691 de locuitori.